# Unterengadin

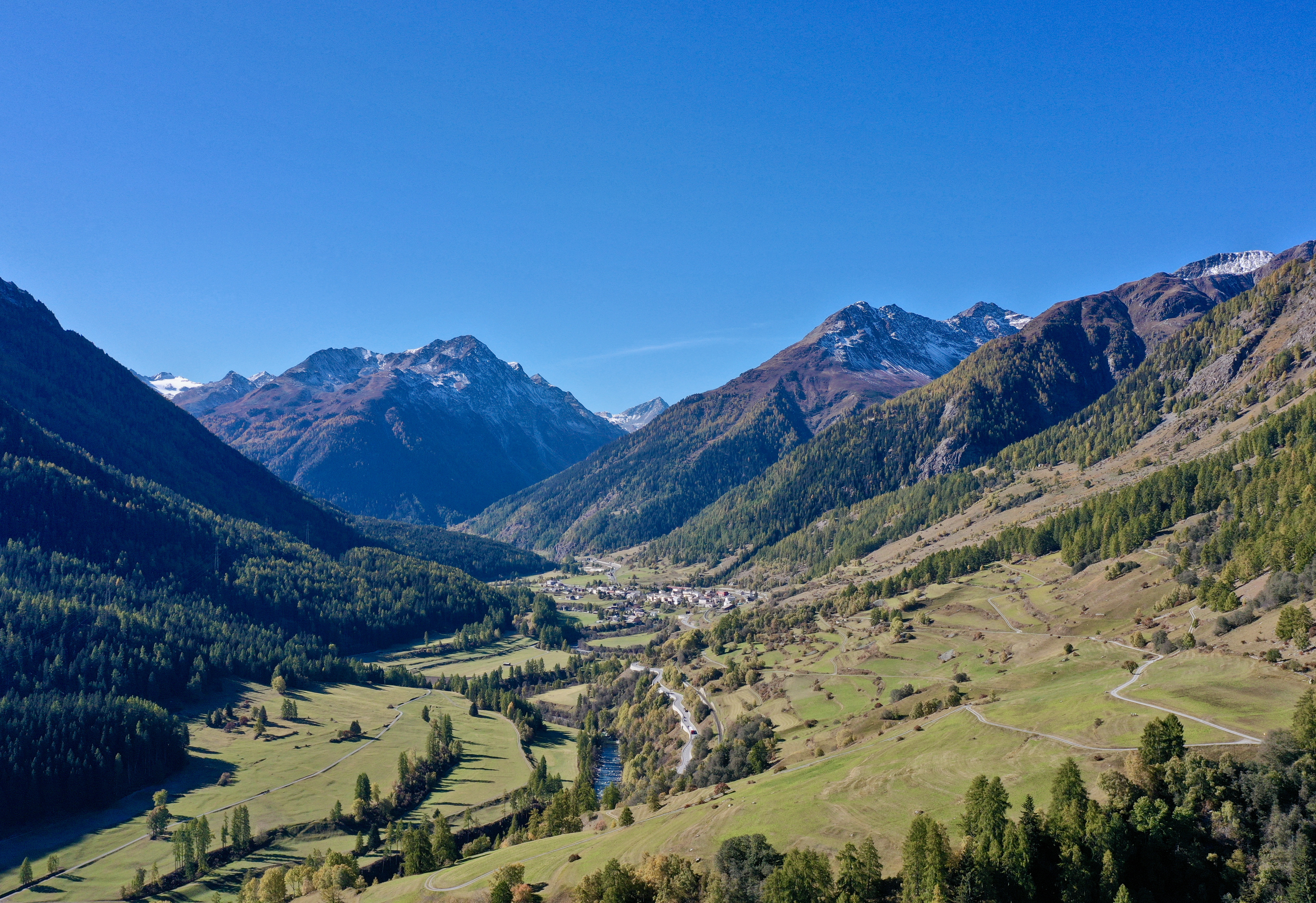
Das Unterengadin, Blick nach Westen auf Lavin

Das Unterengadin (rätoromanisch Engiadina Bassaⓘ, früher Engiadina Suot, abgeleitet vom rätoromanischen Namen des Flusses Inn: En) ist der untere Teil des schweizerischen Inntals. Gemeinsam mit dem Val Müstair bildet es im Kanton Graubünden die Region Engiadina Bassa/Val Müstair.

## Geografie

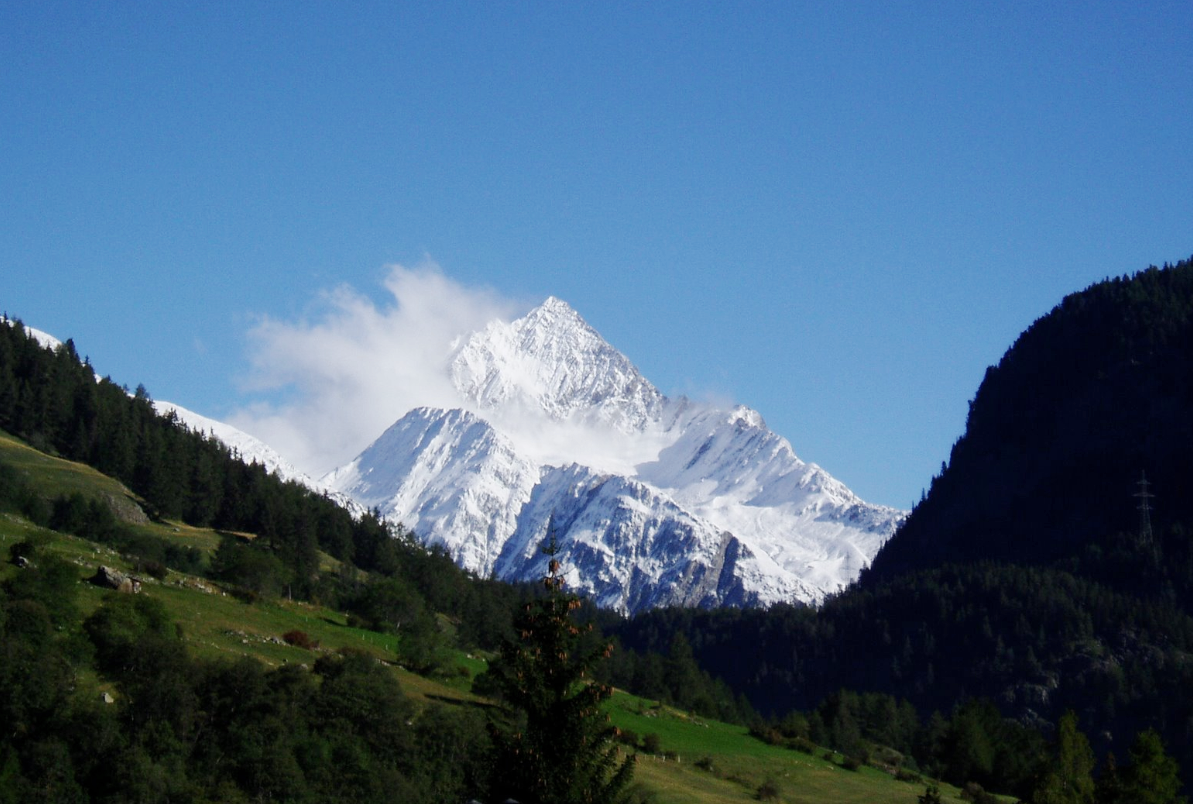
Piz Linard, höchster Gipfel des Unterengadins

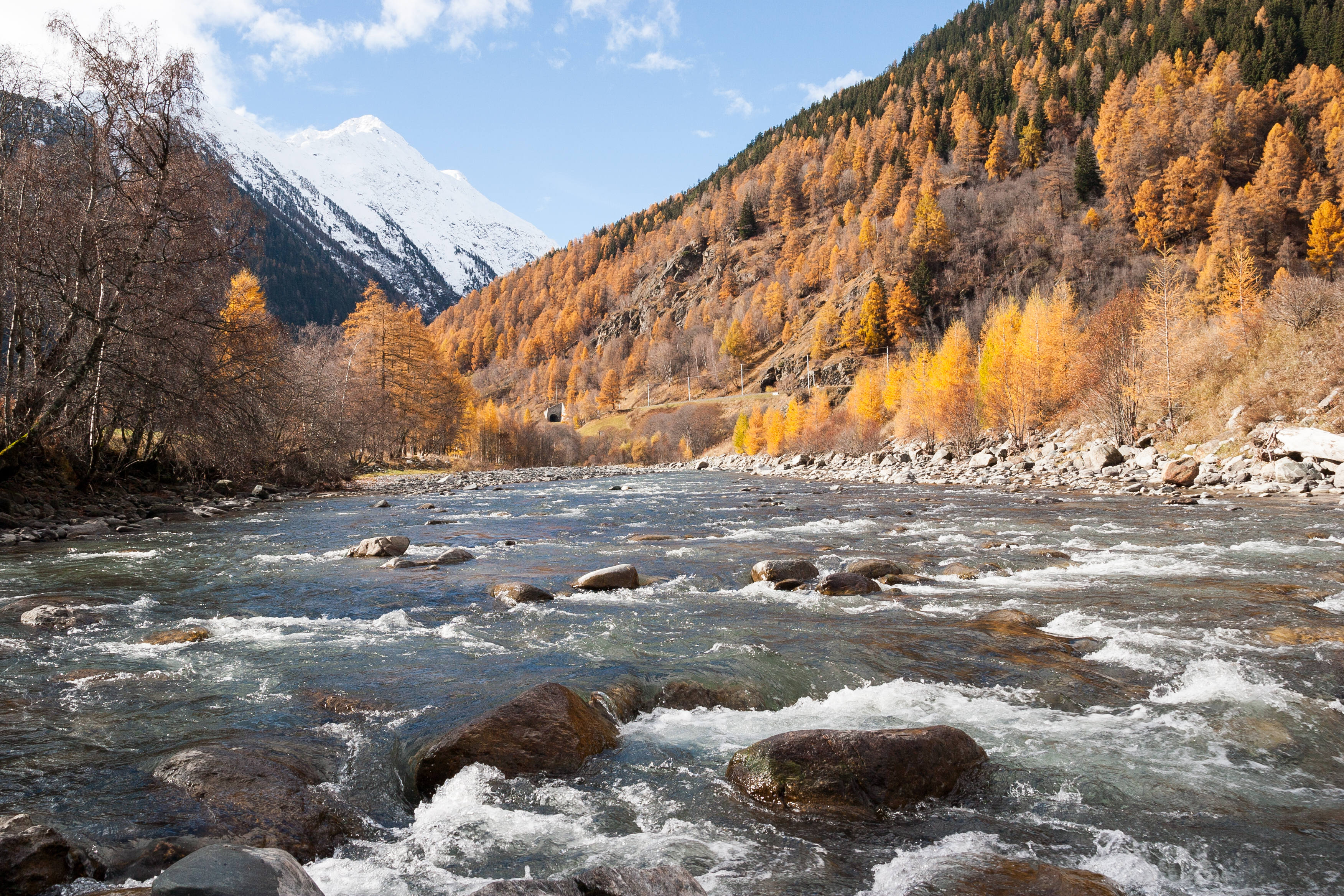
Inn zwischen Susch und Lavin

### Lage
Das Engadin liegt im Südosten der Schweiz im Dreiländereck mit Österreich und Italien. Im Südwesten schliesst das Unterengadin an das deutlich flachere und breitere Oberengadin (Engiadin’Ota) an, mit dem es historisch durch die Punt Ota (Hohe Brücke) bei der Ortschaft Brail verbunden wird. Nordwestlich liegen das Landwassertal und Davos, nördlich das Prättigau und das Paznaun nordöstlich Samnaun und im Osten das Obere Gericht. Südöstlich liegt der Vinschgau, im Süden das Münstertal, im Südwesten Livigno.
Die Talschaft ist weit stärker (1610–1019 m) geneigt als das Oberengadin und enger und wilder. Bis zur österreichischen Grenze hinter Martina gräbt sich der Inn durch die Brailer, Zernezer, Ardezer, Scuoler und Finstermünzer Schlucht. In der wildesten dieser Schluchten, der von Finstermünz, verlässt er die Schweiz unter der österreichischen Grenzfeste Altfinstermünz.

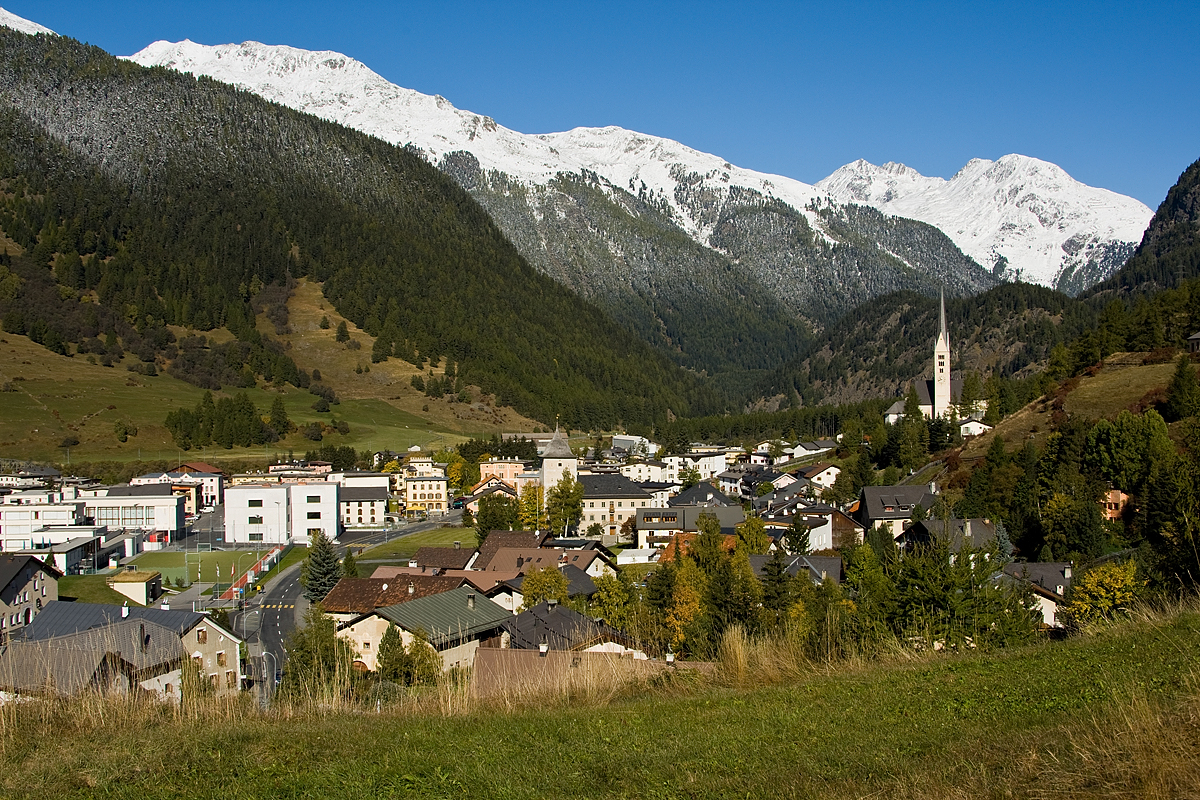
Zernez, neben Scuol das wichtigste Dorf im Unterengadin

Ausgangs der Brailschlucht liegt Zernez in einem Talkessel, nach Scuol (Schuls) die heute wichtigste Ortschaft des Unterengadins. Auch die meisten übrigen Orte liegen unmittelbar am Ufer des Inns (Susch, Lavin, Giarsun, Scuol, Sur En, Strada und Martina) oder auf den zahlreichen Südterrassen des Tales (Guarda, Bos-cha, Ardez, Ftan, Sent, Ramosch, Vnà und Seraplana, San Nicla und Tschlin). Einzig mit den Weilern von Tarasp erstreckt sich eine Ortschaft auf den rechten Terrassen des Inns.

### Gebirge
Das Unterengadin umfasst auf der linken (nördlichen) Innseite die östlichen Ausläufer der Albula-Alpen, die Südseite der Silvretta mit dem Piz Linard, Piz Buin, Dreiländerspitze und Silvrettahorn und die südlichen Ausläufer der Samnaungruppe mit dem Piz Mundin, Muttler und Piz Tschütta. Rechts des Inns befinden sich Ausläufer der Livigno-Alpen mit dem Piz Quattervals und die Gipfel der Sesvenna-Gruppe wie der Piz Pisoc, Piz Tavrü, Piz Plavna Dadaint, Piz Zuort und Piz Lischana, die oft als Engadiner Dolomiten bezeichnet werden. Ein grosser Teil des Gebirges rechts des Inns ist Bestandteil des Schweizerischen Nationalparks. Der höchste Gipfel des Unterengadins ist mit 3410 Metern der markante Piz Linard.

### Seitentäler
Zu den grössten Seitentälern zählen rechts des Inns das Val da Spöl, in dem in Zernez die Ofenpassstrasse ins Münstertal und in den Vinschgau beginnt, und das Val Plavna und Val S-charl bei Tarasp und Scuol. Links des Inn liegen das Val Susasca bei Susch, von dessen Passhöhe es über Davos ins Landwassertal und Prättigau geht, sowie das Val Tuoi, Val Tasna und Val Sinestra oberhalb von Guarda, Ardez und Sent, die Richtung Paznaun führen. An der Staatsgrenze nach Österreich zweigt links das abgelegene Samnauntal ab.

### Ortschaften im Unterengadin

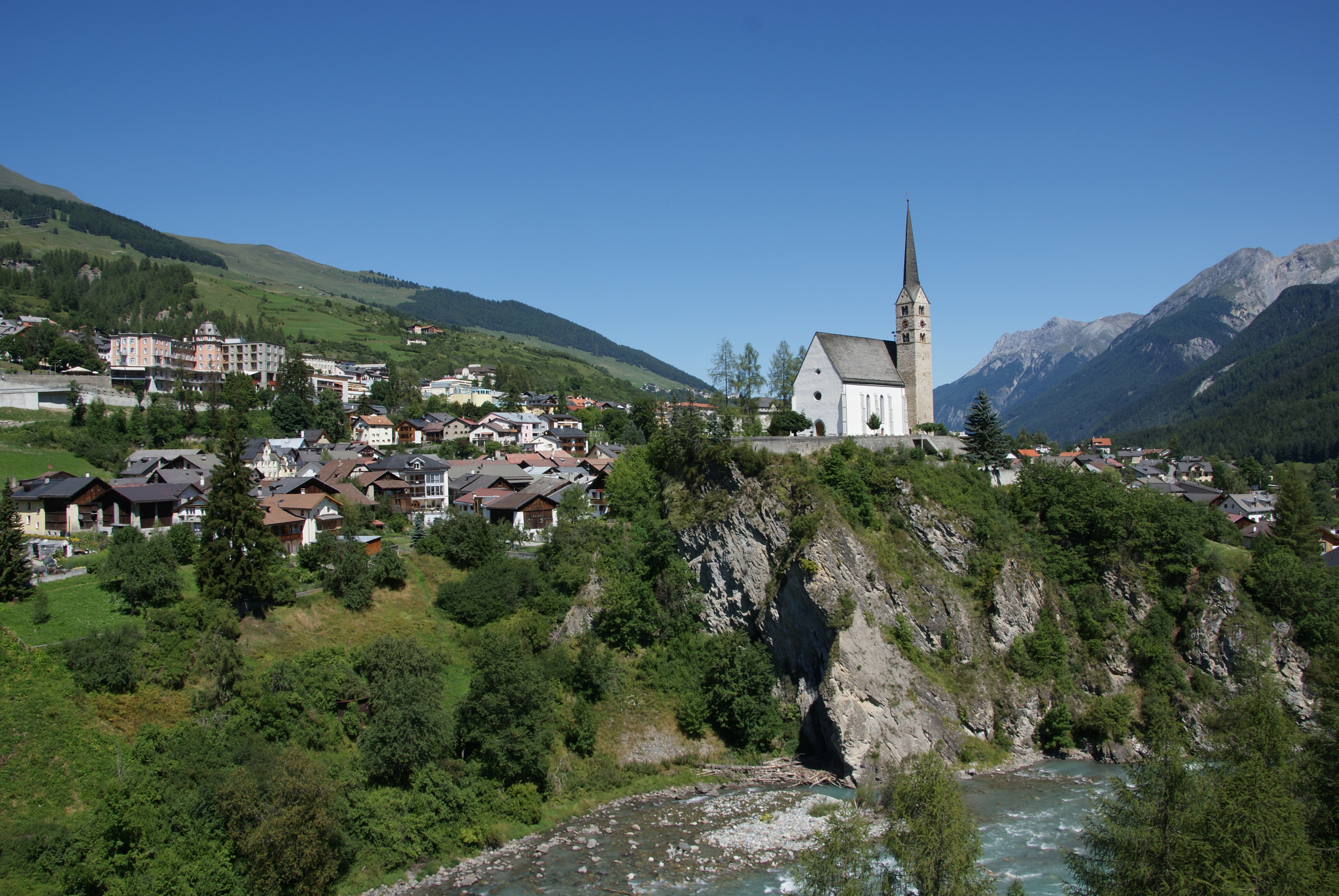
Scuol

Talabwärts: Gemeinde Zernez: Brail (geografisch und sprachlich-kulturell bereits dem Oberengadin zugerechnet), Zernez, Susch, Lavin; Gemeinde Scuol: Giarsun, Guarda, Bos-cha, Ardez, Ftan, die ehemalige Gemeinde Tarasp (mit den Fraktionen Fontana, Sparsels und Vulpera), Scuol, Sent; Gemeinde Valsot: Vnà, Ramosch, Seraplana und Raschvella (Fraktionen der ehemaligen Gemeinde Ramosch), Tschlin, Strada und Martina (Fraktionen der ehemaligen Gemeinde Tschlin); Samnaun: Samnaun-Dorf, Ravaisch, Plan, Laret und Compatsch.

## Geschichte
(Quelle:)

### Frühzeit und Antike
Archäologische Funde belegen die kontinuierliche Besiedlung des Unterengadins seit der Bronzezeit, wichtige Fundorte waren etwa die Muotta dal Clüs bei Zernez, Padnal bei Susch, der Kirchenhügel in Scuol und die Motatta bei Ramosch. Die Unterengadiner der späten Bronzezeit und frühen Eisenzeit werden der Laugen-Melaun-Kultur zugeordnet, die der mittleren und späten Eisenzeit der Fritzens-Sanzeno-Zivilisation. 15 v. Chr. führten die Feldzüge der Augustus-Söhne Tiberius und Drusus auch durchs Engadin, die dort lebenden Räter wurden dem römischen Reich eingegliedert und im Verlauf der römischen Herrschaft romanisiert. Einige Münzfunde belegen die römische Herrschaft.
Im Zuge der Christianisierung entstand in Chur das erste Bistum nördlich der Alpen.

### Frühmittelalter

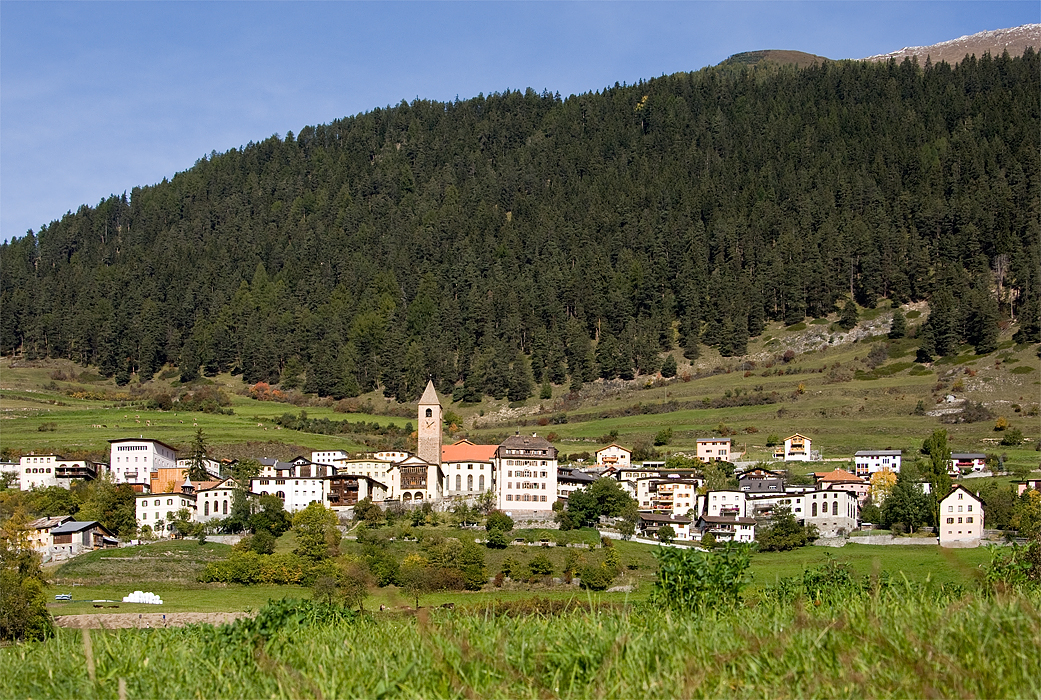
Ramosch mit der Florinus-Kirche

Mit den Völkerwanderungen wurde die Provinz Raetia Prima bzw. Raetia Curiensis und damit auch das Unterengadin zunächst Teil des Ostgotischen Reiches, zwischen 533 und 548 fiel es dann an das Frankenreich. Die politische Kontrolle über Churrätien lag während der fränkischen Herrschaft bis 765 in der Hand der Churer Adelsfamilie der Viktoriden. Verschiedene Vertreter dieser Dynastie verbanden das alte politische Amt des praeses mit der Würde des Bischofs von Chur. So gelang es ihnen, sowohl das alte römische Kaiser- und Fiskalgut wie auch Kirchengüter zu kontrollieren. Karl der Grosse konnte ab 772/74 die bis dahin weitgehend selbständige Provinz enger an das Reich binden. Mit Remidius setzte er zunächst einen Bischof vom Kaiserhof ein, nach dessen Tod gelang ihm in Churrätien die Trennung zwischen Reichs- und Kirchengütern, dem Bischof wurde offenbar ein grosser Teil seiner Besitztümer entzogen. Gleichzeitig wurde mit der Grafschaftsverfassung auch die weltliche Gerichtsgewalt getrennt. Für das Unterengadin hatte das – im Gegensatz etwa zum Oberengadin – über Jahrhunderte währende Konflikte um die Vormachtstellung in der Talschaft zur Folge. Die vielfach sich durchkreuzenden Herrschafts- und Lehnrechte der Besitzer führten zu langen Fehden.
Als frühmittelalterliches Zentrum des Unterengadins gilt Ramosch, wo sich im 6. Jahrhundert die erste christliche Kirche des Engadins befand und von wo sich die christliche Gemeinde des Engadins entwickelte. Hier in Ramosch bzw. Remüs wirkte Florinus von Remüs als Pfarrer. Sein Grab wurde bis zur Reformation 1530 zum Pilgerort.

### Hochmittelalter

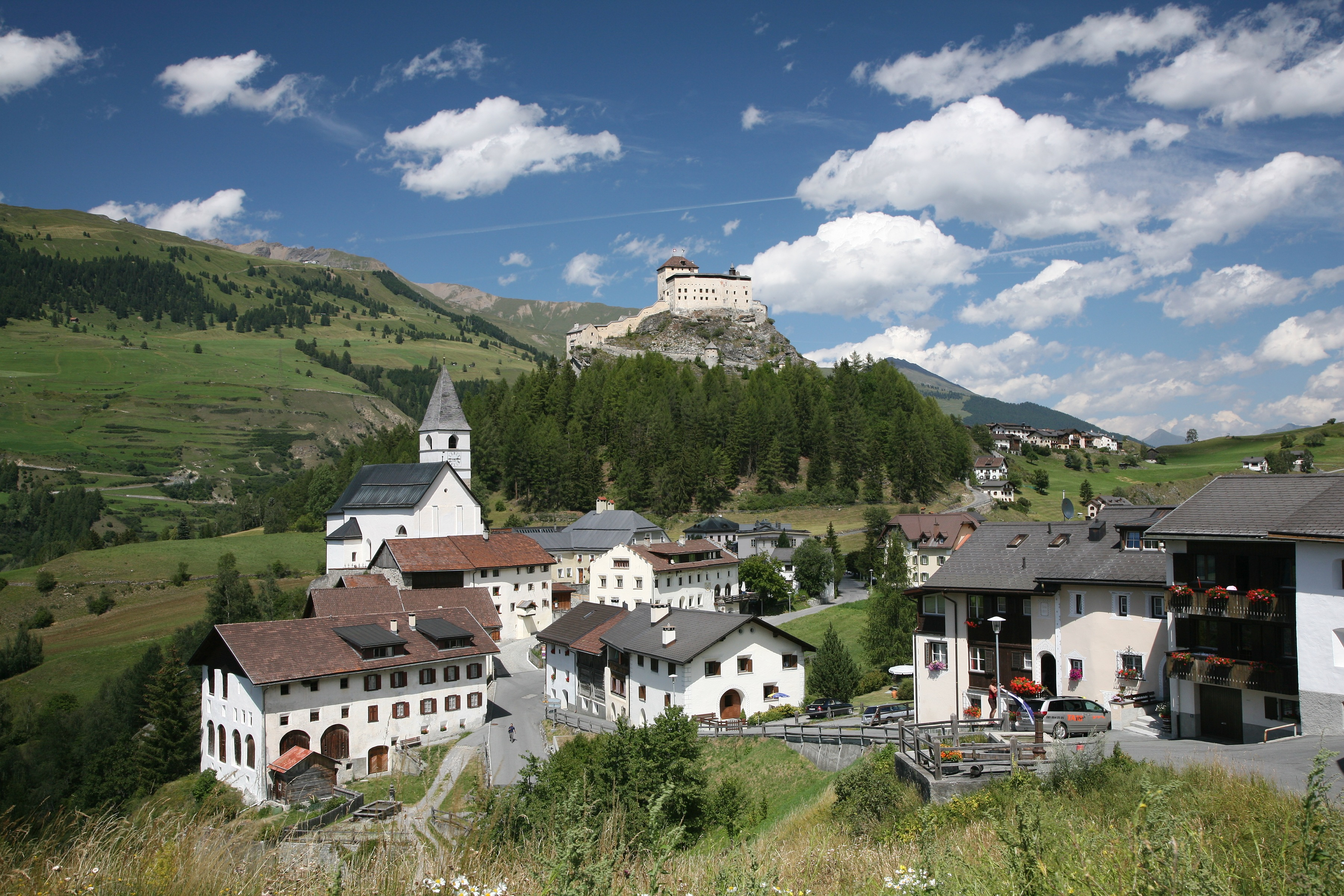
Tarasp und Schloss Tarasp

Die Markgrafschaft Churrätien gehörte zum 917 proklamierten Herzogtum Schwaben und damit zum aus dem karolingischen Ostfrankenreich entstandenen Heiligen Römischen Reich. Das Unterengadin war Bestandteil der Grafschaft Vinschgau, die Mitte des 12. Jahrhunderts an die Grafen von Tirol fiel. Die Tiroler Grafen hielten die Rechte der hohen Gerichtsbarkeit.
Währenddessen konnten die Bischöfe von Chur nach den Beschränkungen durch Karl den Grossen ihre weltlichen Einflüsse auf das Unterengadin über neuerlichen Streubesitz wieder ausdehnen: So übernahm das Bistum, das seine Ansprüche auf Schenkungen Ottos I. und Heinrich II. stützte und die niedere Gerichtsbarkeit innehatte, ab 1177 für ein paar Jahre die Burg Tarasp, die ab 1040 von einer wohl aus dem Vinschgau stammenden Familie errichtet worden war, 1209 die Festung Steinsberg bei Ardez, die das Bistum zu seinem Herrschaftsmittelpunkt im Unterengadin ausbaute, 1394 die Burg Ramosch, einem bedeutenden Verwaltungszentren des Unterengadins, etwas später die Festung Wildenberg-Planta in Zernez. Über das Unterengadin verteilt waren auch die Besitztümer der benachbarten Benediktinerklöster Marienberg im Vinschgau und Mustair im Val Müstair, die durch die Herren von Tarasp mit Lehnsrechten bedacht worden waren. Auch die Herren von Matsch, hervorgegangen aus der Familie derer von Tarasp, waren im Besitz etlicher Lehnsrechte im Unterengadin, sie verwalteten beispielsweise ab 1273 die Burg Tarasp, die 1239 an Graf Albert von Tirol gegangen war. Die Tiroler Grafen übertrugen die Rechtsprechung im Raum Nauders, zu dem auch das Unterengadin gehörte, an die Herren von Matsch.
Unterdessen dehnten die Engadiner Bauern ihre Weidegründe über das Unterengadin hinaus aus: Die Nordhänge des Flüelapass im dünn besiedelten Raum um Davos gehörten zu den Almen Suschs, wurden mit der Besiedlung durch die Walser im 13. Jahrhundert zunächst an diese verpachtet und 1328 verkauft. Die Herren von Tarasp besassen schon im 11. Jahrhundert Alpen im Fimbertal (Val Fenga) und nahmen im 12. Jahrhundert gemeinsam mit dem Kloster Marienberg im mittleren Paznauntal um Ischgl Land. Freie Bauern aus Sent und Ardez besiedelten Galtür, Ischgl und Paznaun, die Gemeinde Sent erwarb dort Weiderechte. Auch kirchlich unterstand Galtür der Gemeinde Ardez, die eigene Pfarrkirche wurde erst 1383 geweiht. Ischgl gehörte kirchlich bis 1616 zu Sent, und noch heute liegen Teile des Fimbertals auf Senter Gebiet.

### Spätmittelalter

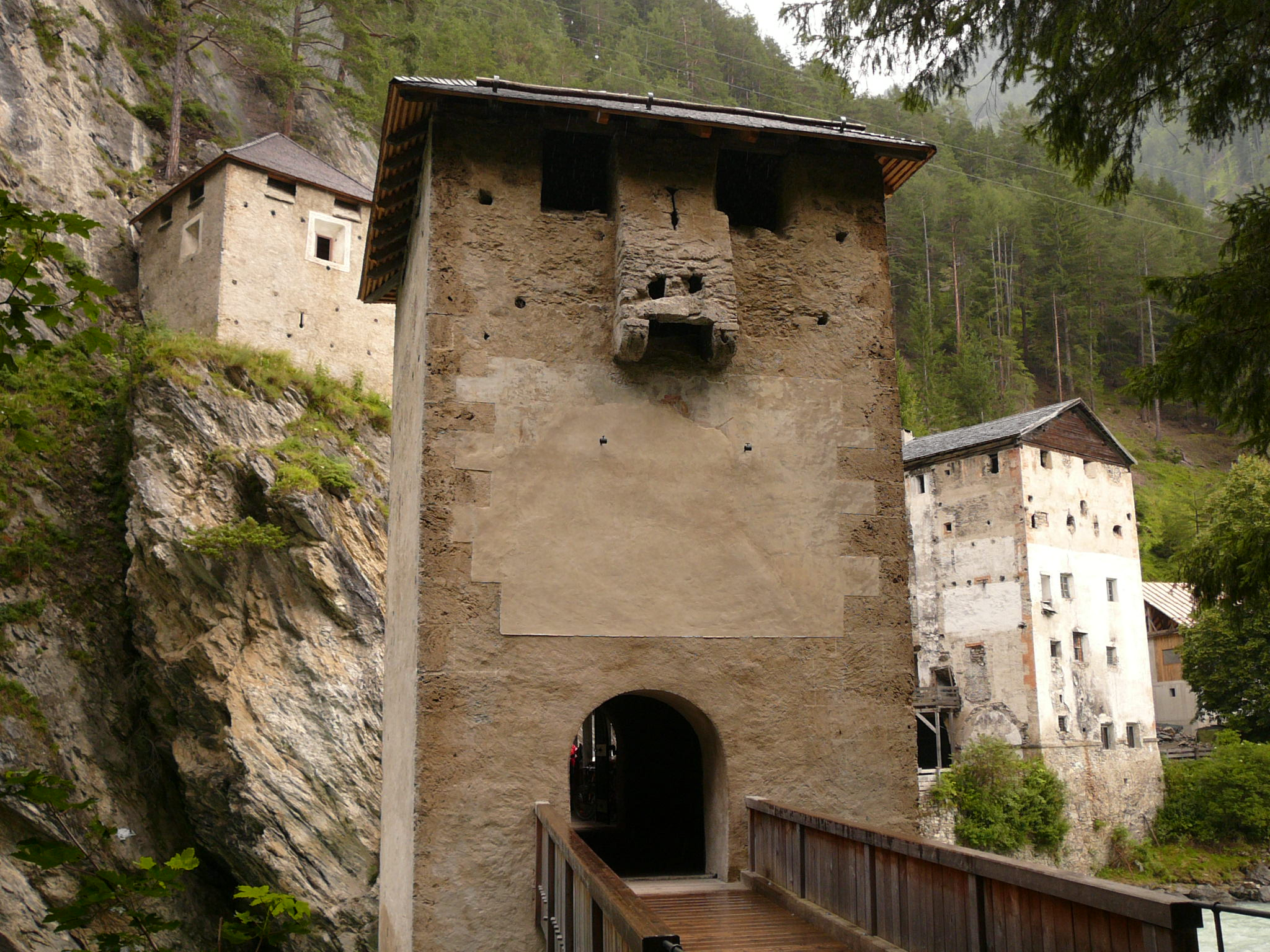
Grenzfeste Finstermünz

1363 fiel Tirol an die Habsburger und damit an das Erbherzogtum Österreich. Die Habsburger versuchten seitdem, auch im Unterengadin ihre Besitztümer im Reich zusammenzufassen, zu sichern und auszuweiten, was zu Konflikten mit dem Bistum Chur führte. Als Gegengewicht zur Habsburger Expansion kam es 1365 in Zernez und 1367 in Chur zur Beeidigung des Gotteshausbundes, an der sich auch die Unterengadiner beteiligten. Neben dem Bischof von Chur und neben Tirol bzw. dem Haus Habsburg entstand damit mit dem Gotteshausbund im Unterengadin ein dritter Machtfaktor. Um sich vor Überfällen aus dem Engadin zu schützen und an den Verkehrswegen vom Engadin und vom Vinschgau über den Reschenpass nach Tirol Zollgebühren kassieren zu können, errichteten die Österreicher ab 1427 die Grenzfeste Altfinstermünz in der gleichnamigen Schlucht am unteren Ende des Engadins. Eine ähnliche, wenn auch deutlich kleinere Talsperre besteht mit La Serra in Zernez.
Register der Grafschaft Tirol von 1427 belegten für das Unterengadin rund 2'000 Einwohner, von denen ca. 800 der Grafschaft Tirol mit ihrem Sitz in Meran unterstellt waren. In Tschlin etwa unterstanden 78 Prozent, in Sent sogar 90 Prozent der Bevölkerung der Grafschaft, die ihre Rechte und Besitzungen durch den Vogt des benachbarten Nauders am Reschenpass im Obervinschgau verwalten liess. Die Hohe Gerichtsbarkeit bzw. Blutsgerichtsbarkeit lag in Nauders, also bei den Grafen von Tirol, denen auch die Jagd- und Fischereirechte, die Bergwerke, etwa in S-charl, und die Gewässer unterstanden und die die Wälder ausbeuten liessen.
Der damalige Gerichtsbezirk Sur Muntfallun (Oberhalb Munt Fallun) umfasste die Ortschaften Zernez, Susch (Süs), Lavin, Guarda, Ardez (Steinsberg) und Ftan, Suot Muntfallun (Unterhalb Munt Fallun) Scuol (Schuls), Sent (Sins), Ramosch (Remüs, mit Samnaun) und Tschlin (Schleins). Namensgeber war ein Hügel zwischen Scuol und Sent. Das Gericht Sur Muntfallun traf sich in Puniasca bei Susch, Suot Muntfallun in Chünettas unweit des Inns bei Sent. Unter den Vögten von Nauders und den Vertretern der Gerichte des Unterengadins und des Vinschgaus sowie Gesandten des Bischofs von Chur und der Klöster Marienberg und Müstair fand in Martina eine jährliche Landsprache statt. Diese sogenannte Landsgemeinde bestand bis ins 16. Jahrhundert.
Für die niedere Gerichtsbarkeit waren drei Gerichtsbezirke zuständig, die sich weitgehend mit den späteren drei Kreisen des Unterengadins decken: Der Gerichtsbezirk Sur Tasna umfasst die Ortschaften von der Punt Ota bis zum Val Tasna, also Zernez, Susch, Lavin, Guarda und Ardez, der Bezirk Suot Tasna die Orte Ftan, Scuol, Sent und Tschlin, der Bezirk Ramosch die zur Burg gehörigen Gebiete. Nach dem 15. Jahrhundert gehören auch Tschlin und Samnaun zum Kreis Ramosch. Das österreichische Tarasp kam erst 1803 zum Kreis Obtasna.
Mit dem zunehmenden Einfluss des Gotteshausbundes, der sich ab 1450 zu einem eigenen staatlichen Gebilde entwickelte, wurde der österreichische Einfluss im Unterengadin – abgesehen von der Enklave Tarasp, die einzige Ortschaft rechts des Inns und abseits der Talstrasse gelegen, – nach und nach zurückgedrängt. Obtasna, Untertasna und Ramosch mit den weit entfernten Tälern Avers und Stalla (Bivio) wurden zu drei der elf Hochgerichte des Gotteshausbundes.
Der Konflikt zwischen den Engadinern und der formellen Obrigkeit, den Habsburgern, eskalierte 1475 im sogenannten Hennenkrieg, als die Unterengadiner die Abgabe der Fasnachtshühner verweigerten. Die Österreicher plünderten daraufhin das Tal und setzten etwa die Ramoscher Burg in Brand. 24 Jahre später suchte der blutige Schwabenkrieg das Engadin heim: Nach dem Sieg der Bündner Truppen in der Schlacht an der Calven zog König Maximilian I. Anfang Juni 1499 als Racheaktion mordend und plündernd durchs Unterengadin bis Zernez, brannte mehr als ein Dutzend Dörfer nieder, nahm 36 Geiseln und stahl 6000 Kühe. Am 18. Juli stiessen 500 Tiroler Soldaten über die Fuorcla Salet nach Tschlin vor, wurden jedoch wieder in die Flucht geschlagen.
Die Rechte der Tiroler bzw. Habsburger am Unterengadin verloren fortan ihre Bedeutung, bestanden auf dem Papier aber noch bis 1652.

### Reformation und Dreissigjähriger Krieg

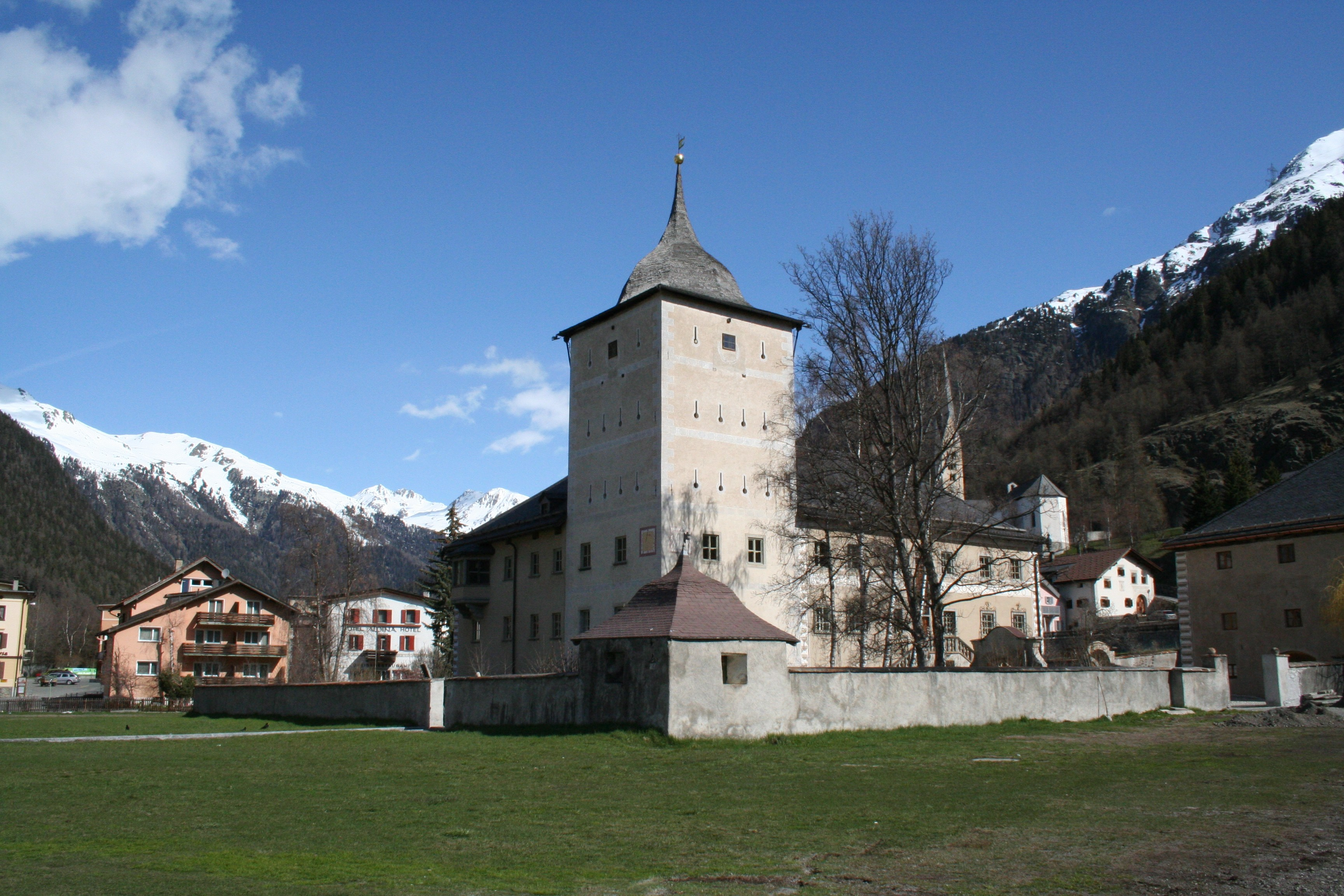
Schloss Wildenberg, Rudolf Plantas Wohnsitz in Zernez

Philipp Gallicius aus Müstair, ehemaliger Benediktinerschüler in Marienburg und Pfarrer in Lavin, führte 1529 die Reformation in Lavin und Guarda ein.
Bis 1552 trat nach einem Bildersturm mit Zernez und 1576 mit Sent auch die Gemeinde des Engadins der Reformationsbewegung bei – mit Ausnahme des Österreichischen Tarasps, das bis heute mehrheitlich katholisch geblieben ist.
Im Dreissigjährigen Krieg, als sich Frankreich-Venedig und Spanien-Österreich um die Drei Bünde bekriegten, wurde das Engadin verheert: Mit dem Zuozer Rudolf von Planta griff einer der reichsten Bündner und Eigentümer des Schlosses Wildenberg-Planta in Zernez für die katholischen Österreicher Partei. Planta wurde zunächst, unter anderem durch den Oberengadiner Pfarrer Jörg Jenatsch, aus den Drei Bünden vertrieben und für vogelfrei erklärt, Schloss Wildenberg zerstört. Der Veltliner Mord, als ein Söldnerheer unter Plantas Neffe Giacomo Robustelli 500 Protestanten umbrachte und die Gewalt über Bormio und das Veltlin übernahmen, gilt als Auslöser der Bündner Wirren. In der Folge zogen spanische und österreichische Heere durch die Drei Bünde, zu denen sich der Gotteshausbund mit dem Grauen Bund und dem Zehngerichtebund zusammengeschlossen hatte. So kam der österreichische Oberst Alois Baldiron etwa mit 8000 Mann vom Vinschgau her durch das Val S-charl. Bei Scuol traf er auf heftigen Widerstand, erkämpfte sich aber den Weg über den Inn und weiter über den Flüela nach Davos. Baldiron und Rudolf Planta, der Anführer der spanischen Truppen, erreichten am 16. November 1621 Chur.
In den Mailänder Verträgen wurde das Engadin 1622 an Österreich abgetreten, die Drei Bünde mussten gegen eine jährliche Gebühr von 25'000 Gulden auf das Münstertal, das Unterengadin, Davos, Schanfigg, Belfort und das Prättigau verzichten. Der protestantische Glauben im Unterengadin wurde verboten, die reformierten Prediger aus dem Unterengadin ausgewiesen. Nach dem Prättigauer Aufstand wurden die Verträge schon ein Jahr später durch die Drei Bünde aufgekündigt. Wiederum war es Oberst Baldiron, der mit 10'000 Mann von Samnaun durchs Val Sampoir ins Unterengadin einfiel. Rudolf von Salis, Oberbefehlshaber der Aufständischen, musste sich mit seiner nur 2000 Mann starken Truppe über den Flüelapass nach Davos zurückziehen und das Unterengadin kampflos den Österreichern überlassen, die die Talschaft plünderten und die Dörfer niederbrannten. Der Lindauer Vertrag bestätigte die österreichische Herrschaft, die in den besetzten Gebieten die Gegenreformation betrieb.
Am 17. Februar 1623 schloss das katholische Frankreich, das sich durch die habsburgischen Erfolge bedroht sah, mit Savoyen und Venedig ein Bündnis zur Befreiung der Drei Bünde. Als sich das 8000 Mann starke französische Heer mit sechs eidgenössischen Regimentern verbündete, flohen die Österreicher aus dem Unterengadin nach Meran, um im Mai 1629 wieder in Bünden einzufallen und erneut die Gewalt über das Unterengadin zu übernehmen und die Gegenreformation voranzutreiben. Der Österreichische Kommissär von Nauders verlangte gar Entfernung der evangelischen Toten aus den Friedhöfen. Als Widerstand gegen ihn und den zurückgekehrten Rudolf von Planta aufkam, wurde das Unterengadin von 2000 Soldaten besetzt. Als Schweden ins Heilige Römische Reich einfiel, sah sich Österreich gezwungen, sich aus den Drei Bünden wieder zurückzuziehen. Die Drei Bünde wurden faktisch französisches Protektorat. Um das Veltlin zu erobern, durchquerte der französische Oberbefehlshaber Henri II. de Rohan die Drei Bünde und liess bei Ardez und Susch Befestigungen anlegen. Die Fortezza Rohan thront noch heute oberhalb von Susch.
Mit dem Westfälischen Frieden endete 1648 der Dreissigjährige Krieg. In zwei Verträgen zwischen den Drei Bünden und Österreich am 10. Juni 1649 und am 27. Juli 1652 wurden die habsburgischen Rechte im Zehngerichtebund, im Münstertal und im Unterengadin mit Krediten der reformierten Orte abgelöst. Die Ortschaften des Unterengadins mit Ausnahme Tarasps kauften sich daraufhin von Österreich frei: Sur Montfallun (Zernez, Susch, Lavin, Guarda, Ardez und Ftan) für 14'000 Gulden, Suot Montfallun (Scuol, Sent, Ramosch (mit der Fraktion Samnaun) und Tschlin) für 12'000 Gulden. Tarasp wurde 1687 den Fürsten von Dietrichstein zu Nikolsburg in Mähren als erbliches Reichslehen überlassen, die Steuerhoheit verblieb jedoch beim Haus Habsburg.

### Neuzeit

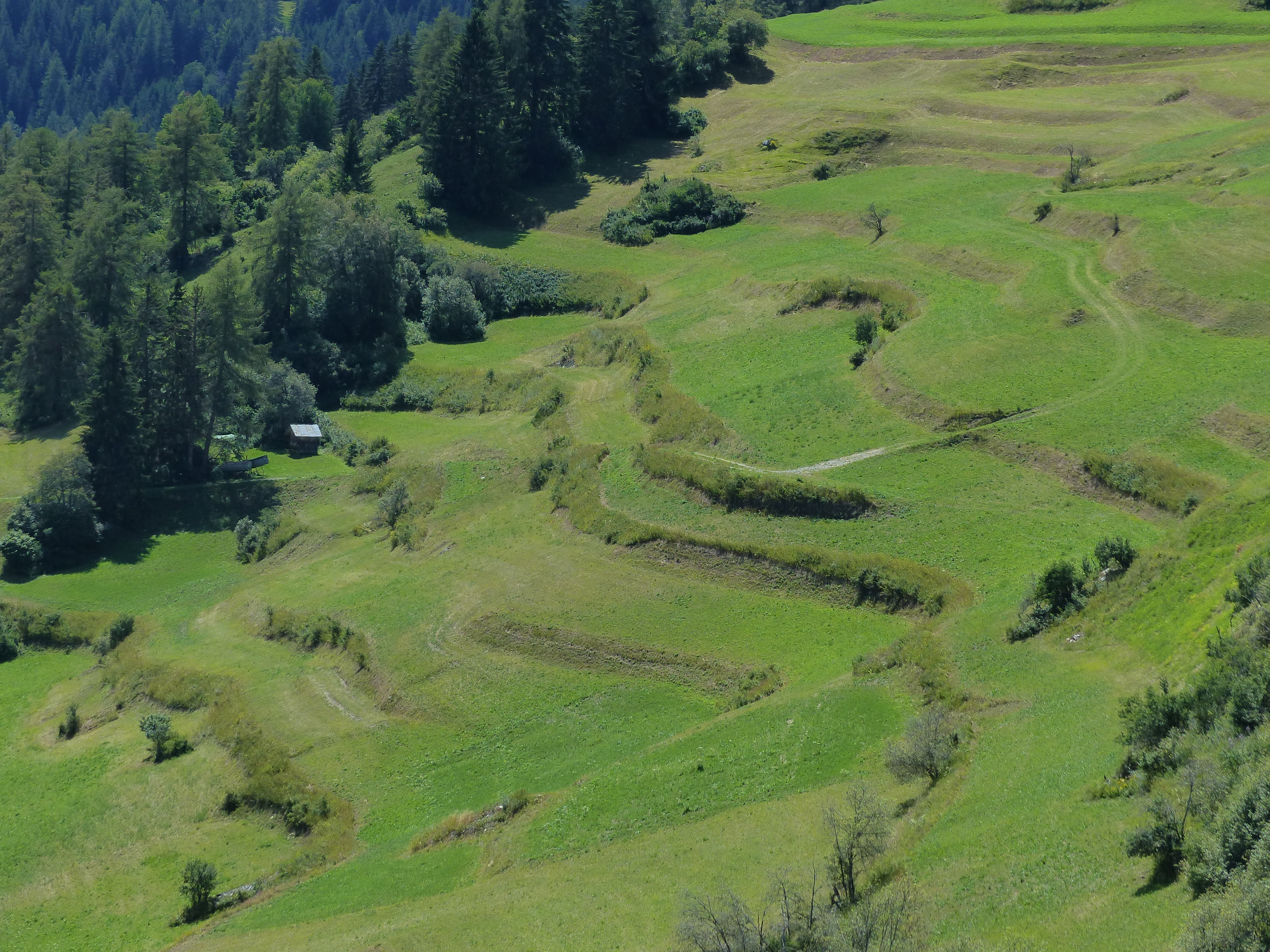
Ehemalige Ackerbauterrassen westlich von Tschlin

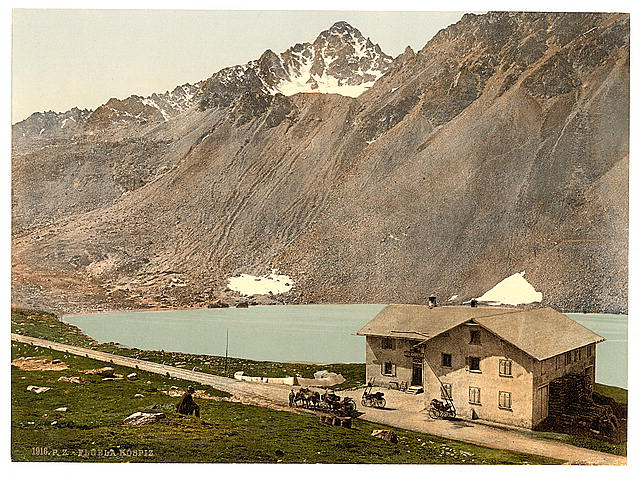
Flüela-Hospiz um 1900

Mit dem Ausbreiten der Französischen Revolution wurden der bis dahin faktisch unabhängige Freistaat der Drei Bünde mehrfach besetzt, mit ihm das Engadin. Die Drei Bünde und mit ihnen das Engadin sind seit 1799 als Kanton Rätien Teil der Helvetischen Republik und seit 1803 als Kanton Graubünden Teil der Eidgenossenschaft. Mit dem Reichsdeputationshauptschluss 1803 kam auch Tarasp zum Kanton, das 1851 bei der kantonalen Neuordnung Teil des Kreises Obtasna wurde.
Bis Ende des 19. Jahrhunderts war Sent die grösste Gemeinde des Unterengadins.
Die Bevölkerung lebte massgeblich von der Viehwirtschaft, vom 15. bis ins 20. Jahrhundert wurde auch, etwa auf den Ackerterrassen von Ramosch und Sent, Getreide angebaut. Als wichtige Einnahmequelle der Gemeinden erwiesen sich die ausgedehnten Wälder, die beispielsweise in Zernez weitgehend abgeholzt wurden und zu den Salinen der Salzbergwerke von Hall in Tirol verschifft wurden. Während die spätmittelalterlichen Eisenerzbergwerke am Ofenpass im 17. Jahrhundert wieder stillgelegt wurden, lief der Betrieb des Silber- und Bleibergwerks in S-charl mit Unterbrechungen bis zum 19. Jahrhundert.
Während das Transportgewerbe für das Oberengadin und das Obere Gericht seit jeher eine Rolle spielt, der Julierpass und der Reschenpass waren schon zu römischen Zeiten wichtige Transportwege, liegt das Unterengadin etwas abseits der wichtigsten alpinen Transitrouten. Dennoch wurden der Flüelapass nach Susch und insbesondere der Ofenpass zu einer wichtigen Einnahmequelle für die Bevölkerung, gleichzeitig führte auch die Transitroute Wien – Innsbruck – Comer See – Mailand durchs Unterengadin. Zernez entwickelte sich zum Verkehrsknotenpunkt, nicht erst mit dem Bau der Engadiner Linie der Rhätischen Bahn von Bever nach Scuol 1913. Seit Beginn der Neuzeit gibt es einen Fuhrwagenverkehr auf dem Passweg nach Tschierv, seit 1864 einen regelmässigen Postverkehr. Der Flüelapass, von dem die Ortschaft Susch lebte, galt als kürzeste Verbindung von Chur über das Landwasser-Tal und Davos nach Tirol oder den Ofenpass in den Vinschgau. Die erste Fahrstrasse stammt von 1866/67. Bis 1925 galt in Graubünden ein allgemeines Autofahrverbot, und so kamen der Rhätischen Bahn von Chur bis Davos und der Bahnlinie im Tal bis S-cuol eine grosse Bedeutung zu. Die einzige wintersichere Verbindung gegen Norden entstand mit der Vereinalinie ins Prättigau erst 1999.

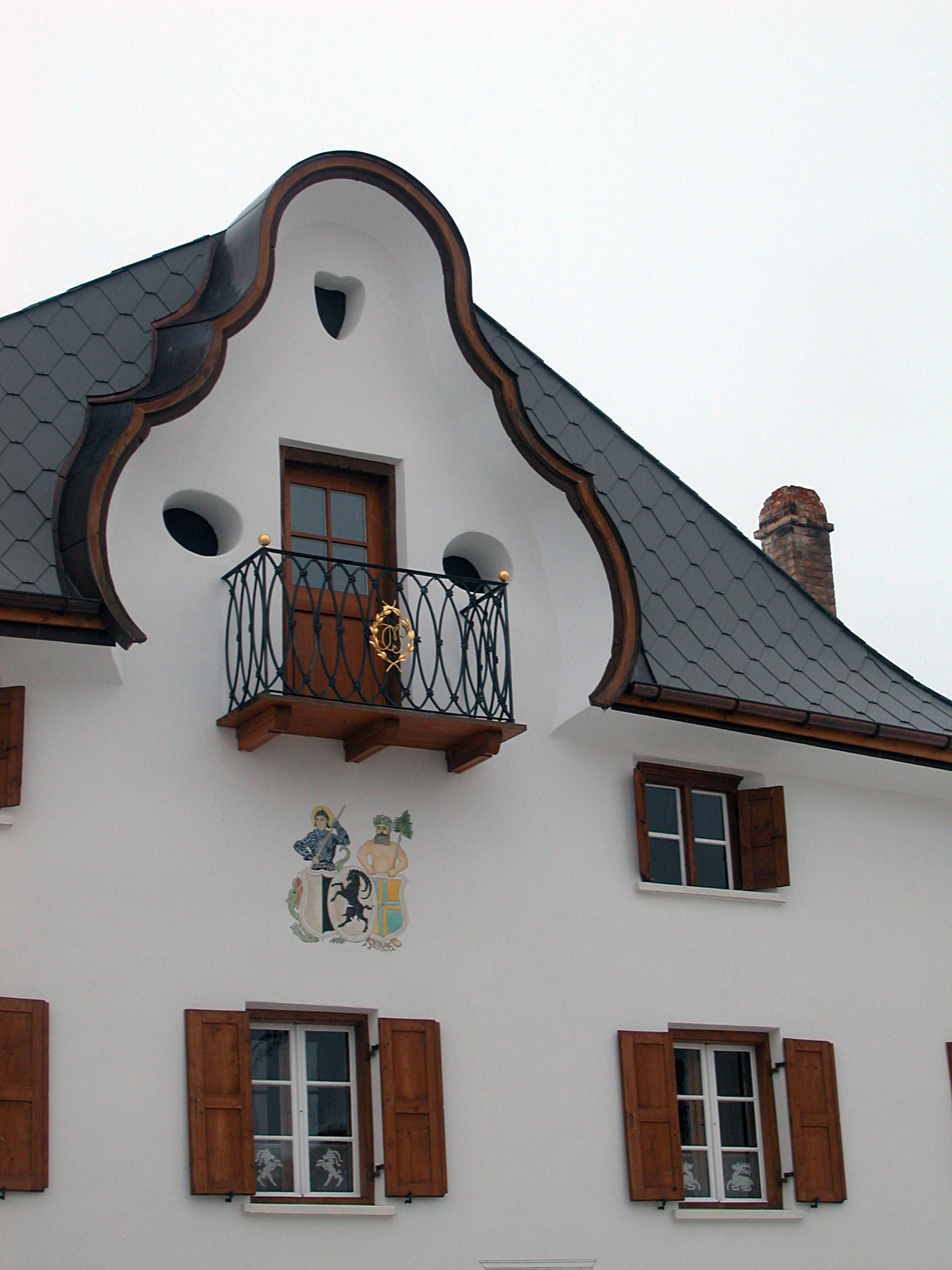
Die typischen Senter Giebel zeigen den Reichtum, den die Auswanderer in die Talschaft holten

Seit dem 16. Jahrhundert brachten die Einkünfte der Auswanderer, zunächst Händler und Handwerker, später Konditore und Zuckerbäcker, Geld ins Tal. Die Bündner genossen in Norditalien, insbesondere in Venedig, grosse Privilegien. Ihr Reichtum drückt sich beispielsweise im Ortsbild Sents aus. Das Engadin konnte nur selten all seine Bewohner ernähren, und so lebten und arbeiteten zeitweise die Hälfte der männlichen Bevölkerung im Ausland.

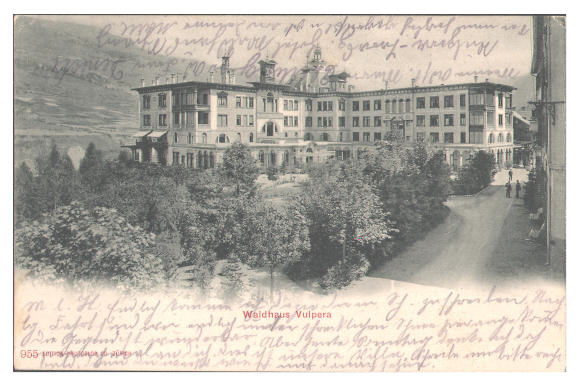
Grandhotel Waldhaus in Tarasp-Vulpera

Mitte des 19. Jahrhunderts setzte der Tourismus ein. In Scuol, der Tarasper Fraktion Vulpera und dem Val Sinestra entstanden Kurhäuser, rund um die zahlreichen Heilquellen Scuols und Tarasps unzählige Hotels und mit dem Tarasp-Schuls-Vulpera ein mondäner Kurort. Der Erste Weltkrieg brachte den Bäder- und Sommertourismus jedoch wieder zum Erliegen.
Inzwischen ist der Tourismus, insbesondere dank des in den 1970er Jahren aufkommenden Wintertourismus im Skigebiet Motta Naluns, zu einer der wichtigsten Einnahmequellen des Tals geworden. Dazu kommen Konzessionseinnahmen aus der Wasserkraftnutzung: Die Engadiner Kraftwerke, die Strom aus dem Wasser des Spöls und Inns gewinnen, wurden 1954 gegründet.

## Bevölkerung
Derzeit (Dezember 2021) leben 7780 Menschen im Unterengadin, davon 1513 in Zernez, 4650 in Scuol, 829 in Valsot und 788 in Samnaun.

### Sprachen
Während im Oberengadin das rätoromanische Idiom Putér im Alltag stark durch das Schweizerdeutsch bedrängt wird, ist das unterengadinische Vallader noch verhältnismässig stark vertreten. Es ist Amtssprache und wird an den Schulen unterrichtet. Im Samnaun setzte sich mit Beginn des 19. Jahrhunderts die deutsche Sprache durch.
Rund 54 Prozent der Einwohner des Unterengadins und Samnauns gaben bei der Volkszählung 2000 Rätoromanisch als Muttersprache an, 38 Prozent Deutsch.

## Brauchtum
Anfangs Februar wird in Scuol das Fest des Hom Strom gefeiert, in Ftan der Schüschaiver. In Samnaun wird am 5. Dezember Clau Wau gefeiert. Am 1. März wird der Chalandamarz begangen. In Guarda spielt die Geschichte des Schellen-Ursli, zu der es mehrere Erlebniswege gibt.
Eine Besonderheit des Unterengadins ist die Tradition der Übernamen für die Dörfer.

## Galerie

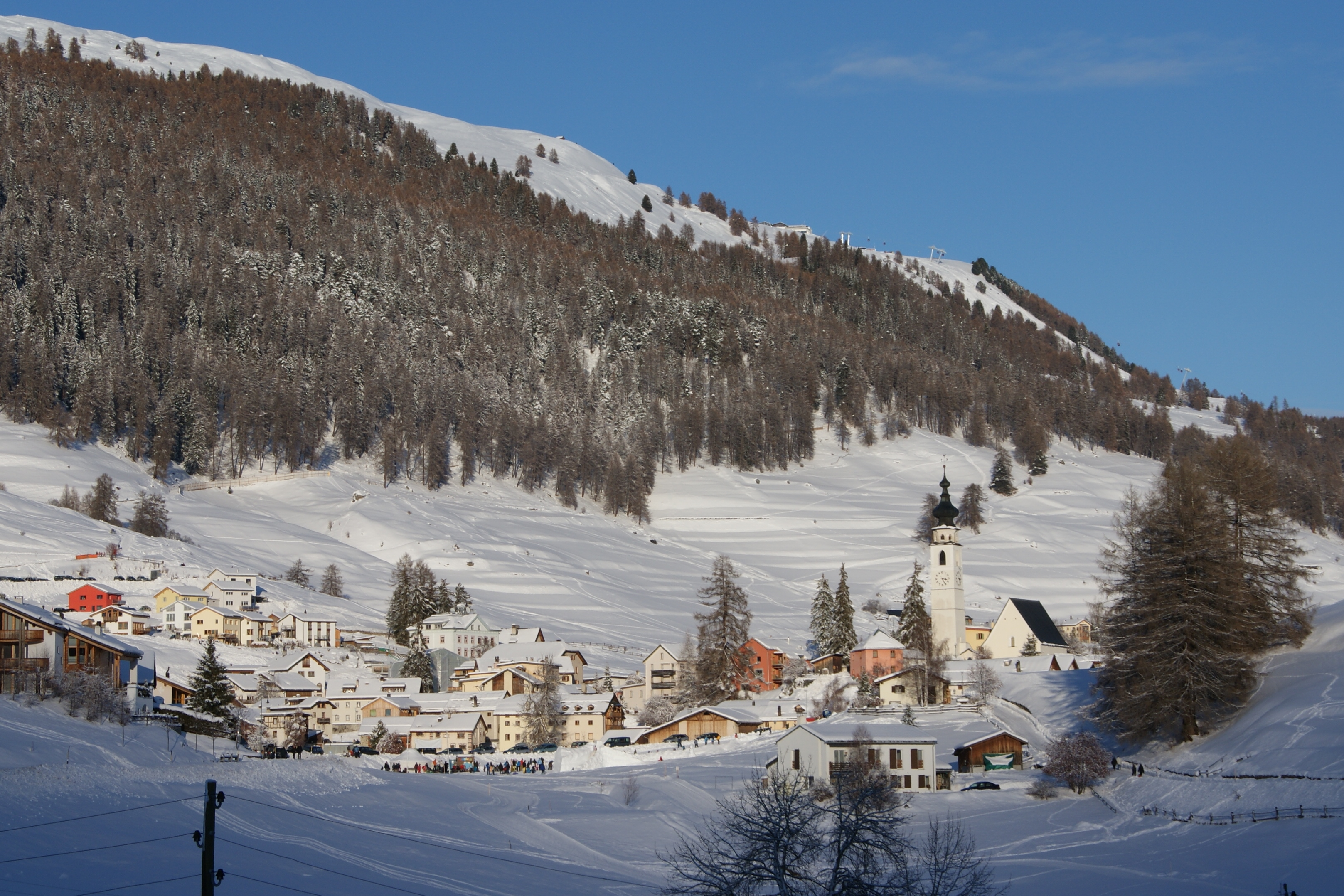
Ftan
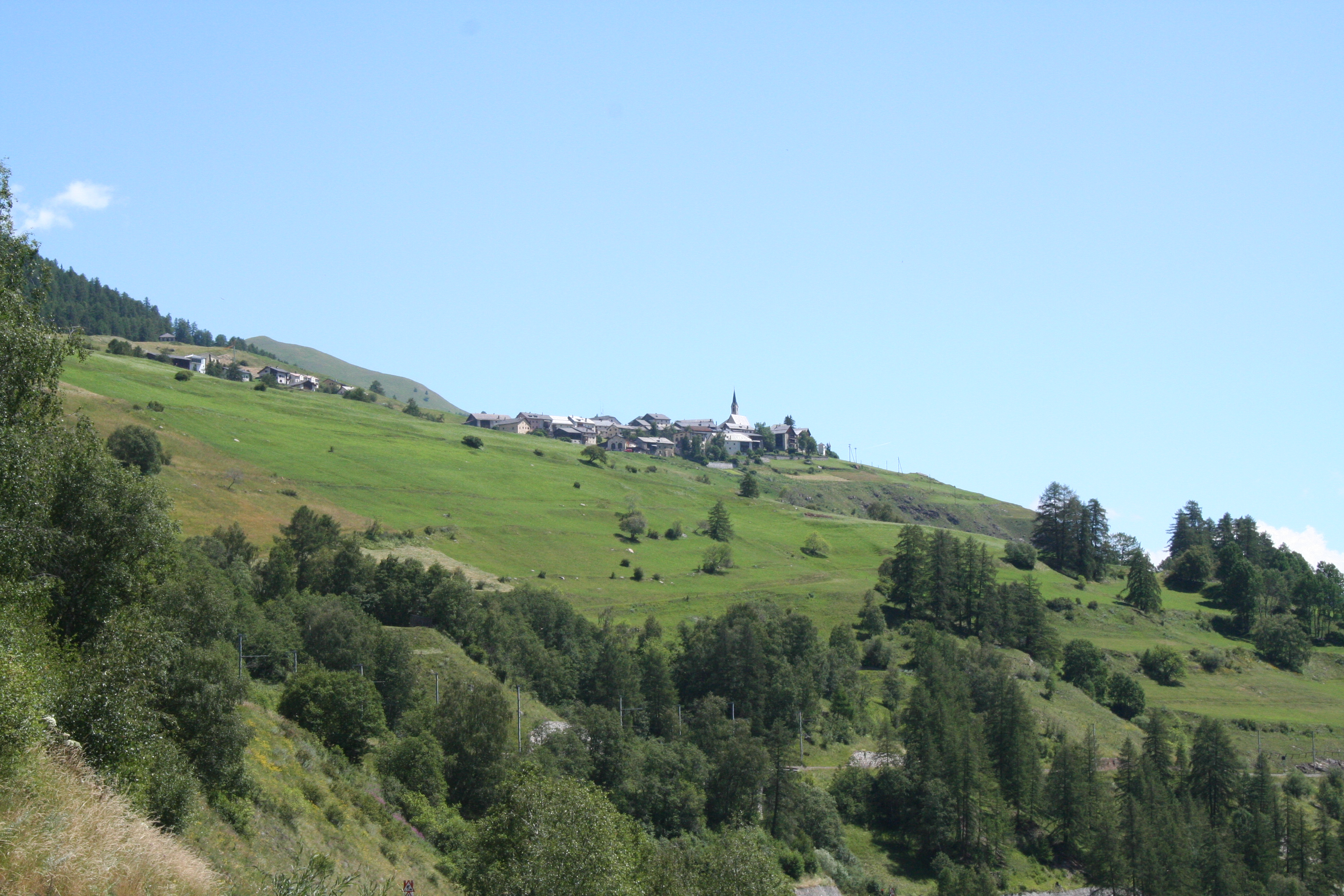
Guarda
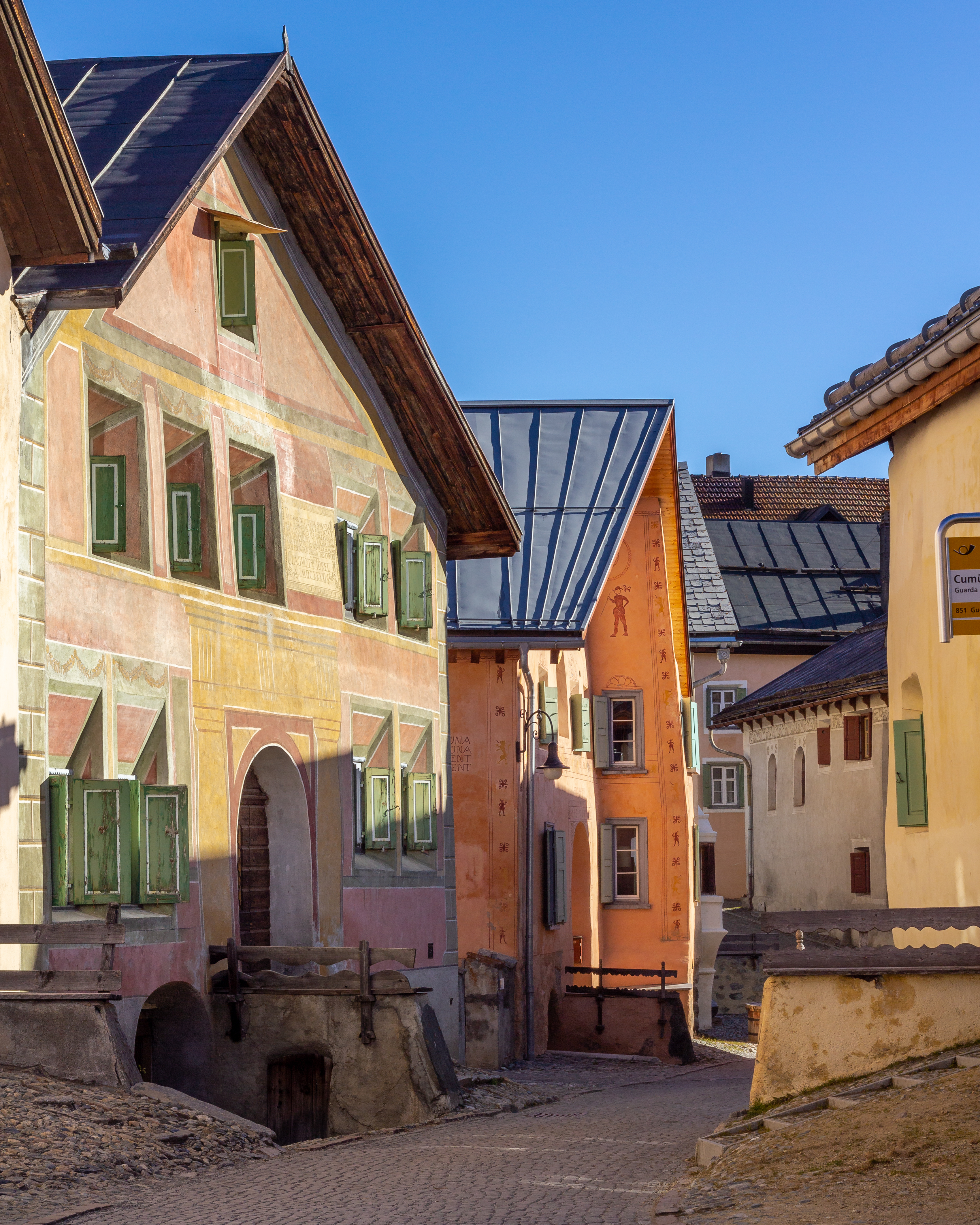
Engadiner Häuser in Guarda
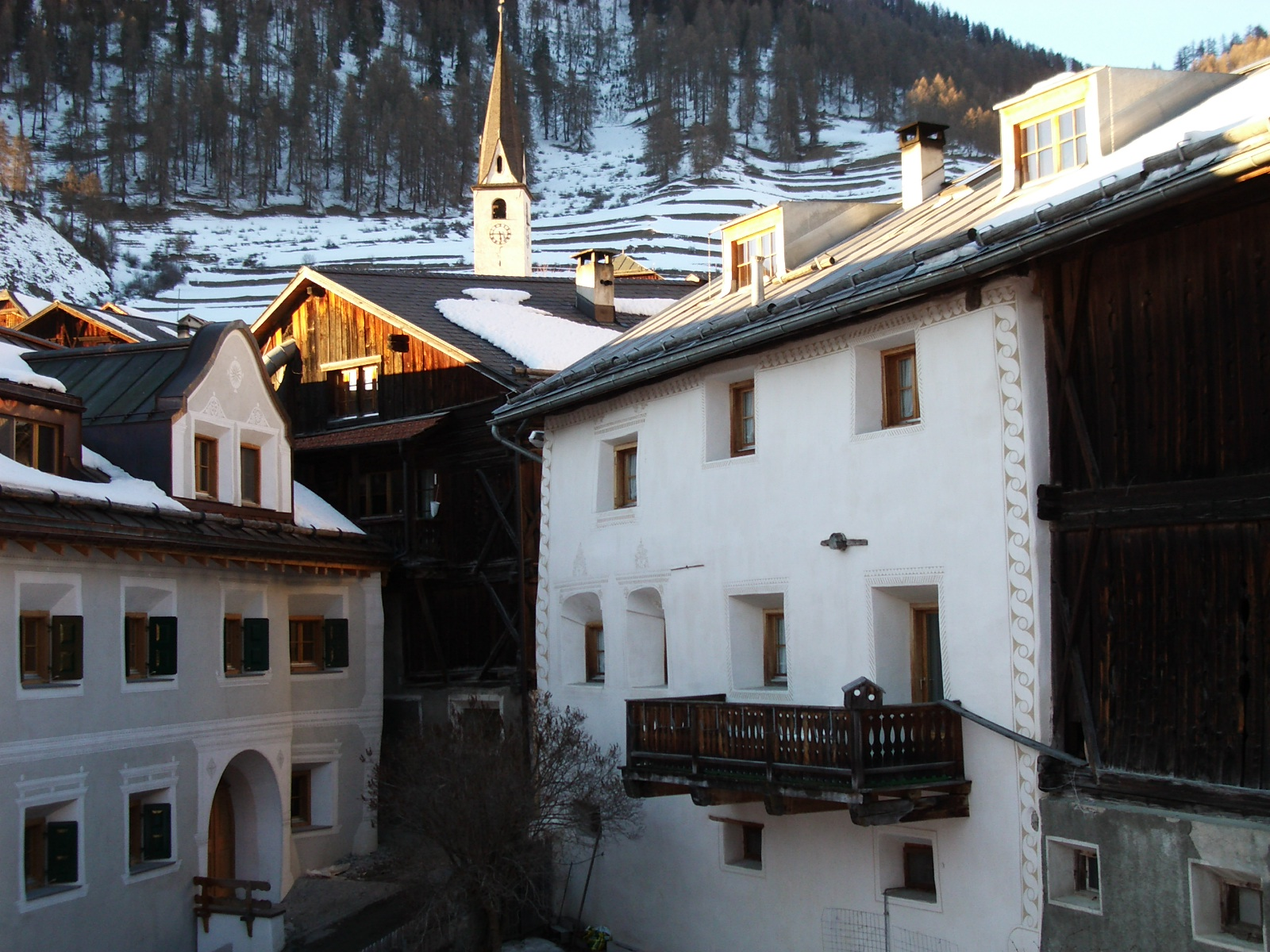
Engadiner Häuser in Ardez
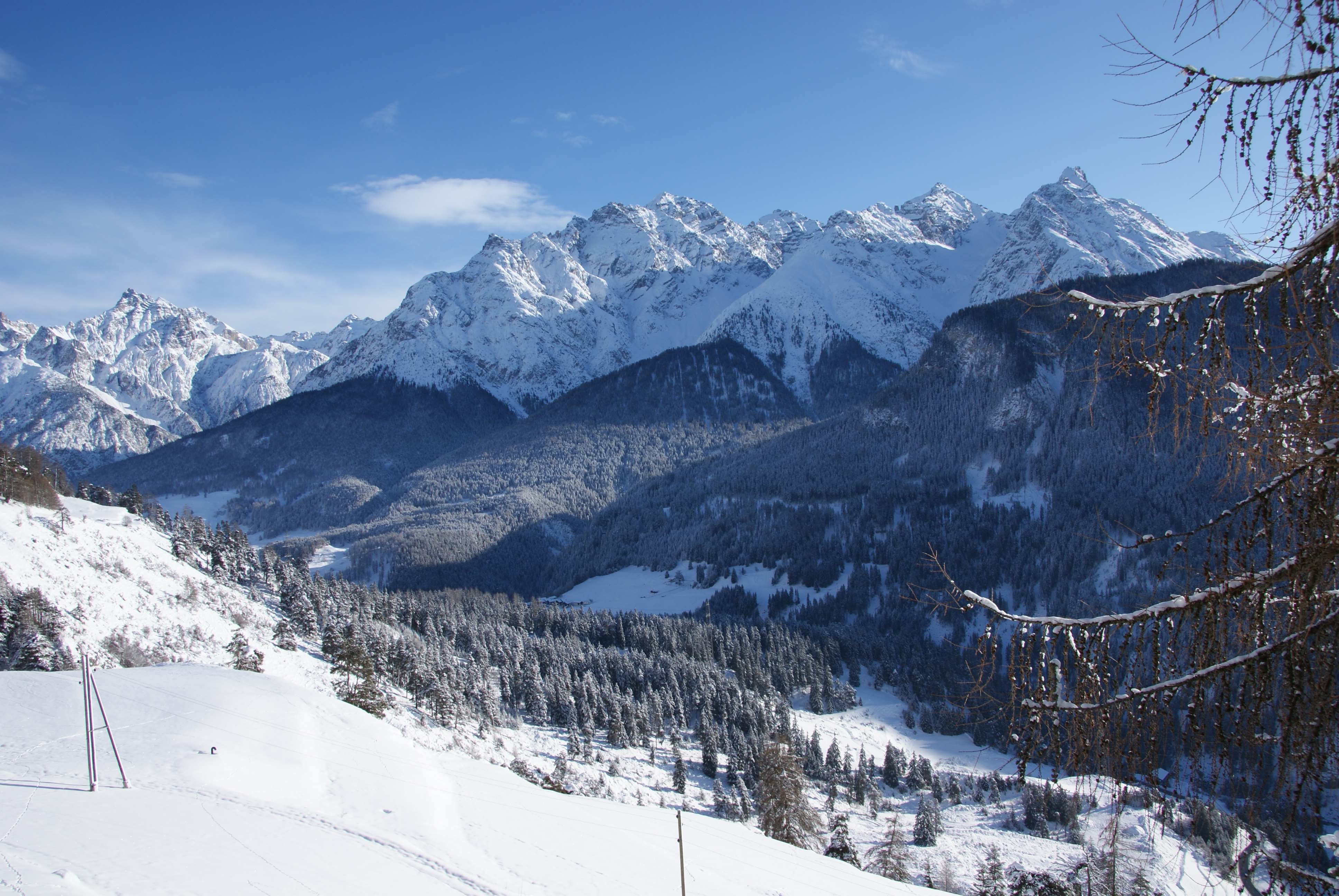
Unterengadiner Dolomiten
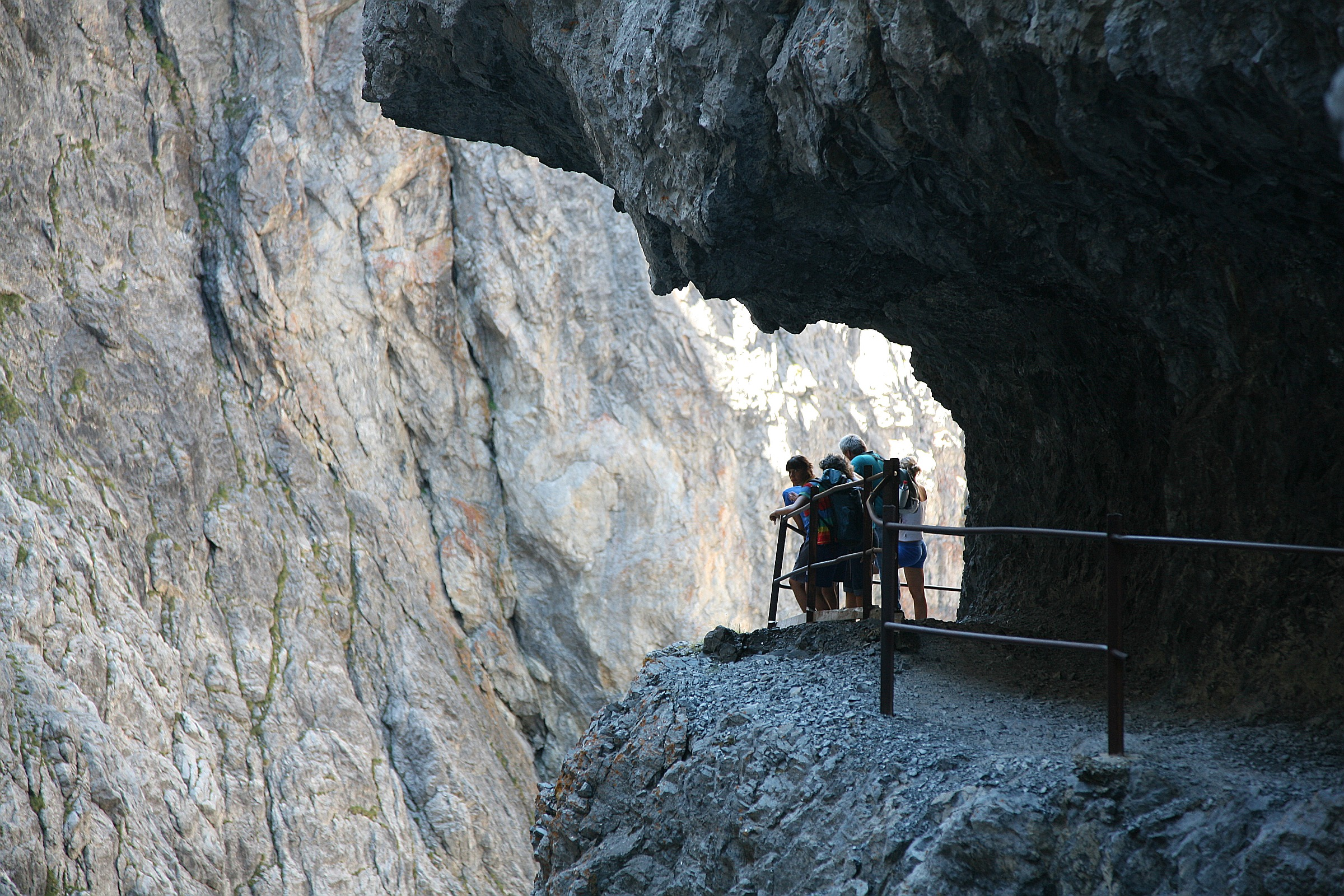
Uina-Schlucht
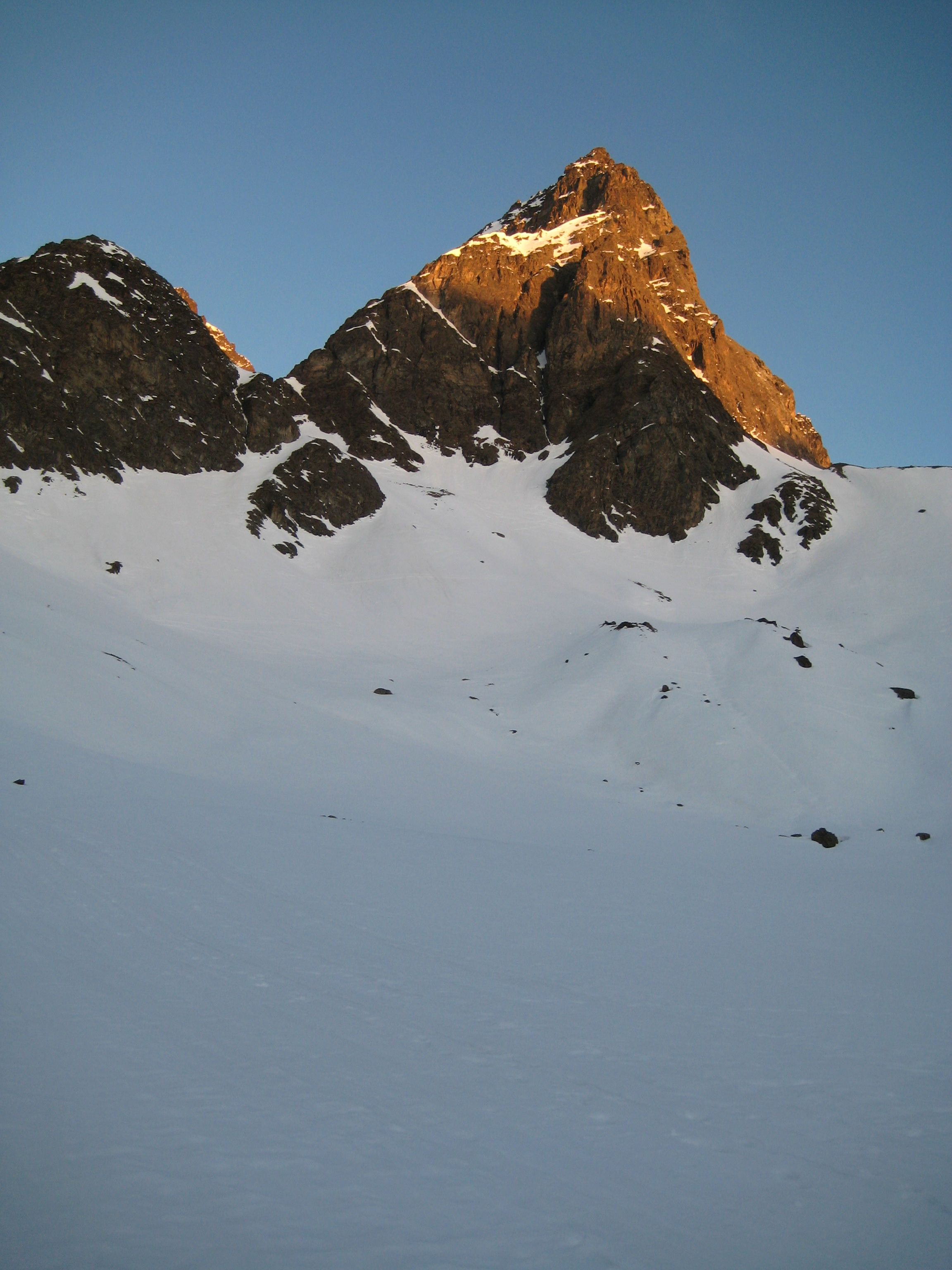
Piz Buin von der Tuoihütte